# شاه غیب
شاه غیب، روستایی در دهستان درز و سایبان بخش مرکزی شهرستان لارستان در استان فارس ایران است. 
موقعیت نسبی آن از سمت شمال به روستای چاه نهر و از سمت شرق به روستای بیخویه از توابع شهرستان لارستان و از سمت غرب به روستای کهنه متصل می باشد و از سمت جنوب به منطقه حفاظت شده کوه هرمود ختم می شود.
محل قدیم این روستا در فاصله ۱٫۵ کیلومتری شمال محل جدید روستا که با نام شهرک غدیر نیز از آن یاد می شود واقع است. گنبد نمکی شاه غیب در سمت شمال شرقی این روستا واقع است که مساحت این گنبد ۶۴ کیلومتر مربع می باشد. راه های دسترسی به گنبد نمکی شاه غیب از دو مسیر امکان پذیر می باشد
۱ . از طریق روستای مزیجان واقع در جنوب شهرستان زرین دشت.
۲ . از طریق راه جاده ی  روستای شاه غیب
شاه غیب که یکی از روستاهای لارستان به شمار می رود منطقه ایست با اقتصاد کشاورزی که در گذشته ای نه چندان دور به عنوان قطب کشاورزی لارستان به شمار می آمد اما اقلیم گرم و خشک منطقه و وجود گنبد های نمکی در اطراف و در محدوده آن و تاثیر شدید دیاپیریسم بر منابع آب و خاک ادامه این فعالیت اقتصادی را با مشکل مواجه نموده است. همچنین با توجه به اینکه از منابع آب زیرزمینی شور، قلیایی و سنگین و یا جریانات سطحی که از سازندهای شور عبور می کنند در آبیاری بیشتر اراضی کشاورزی منطقه است، همواره از حاصلخیزی خاک منطقه کاسته می شود.
این روستا براساس سرشماری مرکز آمار ایران سال ۱۳۹۰ دارای جمعیت کل ۸۹۴ و جمعیت مرد ۴۶۴ و جمعیت زن ۴۳۰ می‌باشد. تعداد خانوار این روستا ۲۳۳ خانوار و دارای تعداد واحد مسکونی ۱۷۸ می‌باشد.
1. ↑  شیرازه، پایگاه خبری (۱۳۹۲/۱۱/۲۱ - ۰۹:۵۹). «جلوه های بکری از گنبد نمکی روستای شاه غیب لارستان + تصاویر». fa. دریافت‌شده در 2024-07-11. تاریخ وارد شده در |تاریخ= را بررسی کنید (کمک)
2. ↑  پژمان, ابراهیم; فروزش, زهره (1398-10-04). "تاثیر گنثد نمکی شاه غیه تر مناتع آب و خاک دشت شاه غیه (لارستان فارس)" (به Farsi). چهارمین کنگره بین المللی توسعه کشاورزی، منابع طبیعی، محیط زیست و گردشگری ایران. {{cite journal}}: Cite journal requires |journal= (help); Check date values in: |date= (help)نگهداری یادکرد:زبان ناشناخته (link)
3. ↑  «روستای شاه غیب لارستان اطلاعات گردشگری - آدرس مپ». ۱۴۰۲-۰۴-۰۹\۱۸:۲۹:۰۱. دریافت‌شده در 2024-07-11. تاریخ وارد شده در |تاریخ= را بررسی کنید (کمک)